# Идаррета, Жулен
Жулен Галаррага Идаррета (род. 4 марта 1960) — испанский самбист и дзюдоист, бронзовый призёр чемпионатов Испании 1984 и 1986 годов по дзюдо, серебряный (1984, 1987) и бронзовый (1986, 1989) призёр чемпионатов Европы по самбо, участник чемпионатов мира по самбо 1983 (5-е место) и 1984 (6-е место) годов, серебряный (1983) и бронзовый (1985) призёр розыгрышей Кубка мира по самбо, победитель Всемирных игр 1985 года в Лондоне по самбо. По самбо выступал в первой средней (до 82 кг) и второй средней (до 90 кг) весовых категориях. Работает тренером по дзюдо в Сан-Себастьяне (Испания).
Его брат Джон Идаррета также занимался самбо и дзюдо, был призёром чемпионатов Испании по дзюдо, призёром чемпионатов Европы и мира по самбо, призёром розыгрыша Кубка мира по самбо, победителем Всемирных игр 1985 года по самбо.

## Спортивные результаты
- Чемпионат Испании по дзюдо 1984 года — ;
- Чемпионат Испании по дзюдо 1986 года — ;